# Xã Strege, Quận McHenry, Bắc Dakota
Xã Strege (tiếng Anh: Strege Township) là một xã thuộc quận McHenry, tiểu bang Bắc Dakota, Hoa Kỳ. Năm 2010, dân số của xã này là 40 người.